# カーペットバッガー
カーペットバッガー（英:Carpetbagger）は、アメリカ合衆国の南北戦争後レコンストラクションの時代（1865年-1877年）に、南部に移住した北部人のことである。共和党の中で解放された人々（元奴隷の黒人）およびスキャラワグ（レコンストラクション政策を支持した南部の白人）と同盟関係を形成し、元アメリカ連合国に参加した州の政治を一時期支配した。その支配期間は州によって異なり、多くは1867年から1877年の間である。
カーペットバッガーという言葉は、持ち物一切をカーペットバッグ（カーペットの生地で作った旅行鞄）に詰め込んで南部に到着し、敗北した南部から搾取や略取を行うつもりだったと言われている白人共和党員を指して使われた。この言葉は通常使われるときは軽蔑的な意味合いがあるが、歴史文献や参考文献の中では、軽蔑的な意図無しに現在でも使われている。1900年以降、特にそれまで（主題的あるいは地理的に）何の繋がりもなかった地域で政治的な役職を求めたり経済的な利点を追求しようとする部外者を表現するときに使われてもきた。
イギリスでは、単に個人的な利益のために住宅金融組合のような協同組合を株式会社にして上場させようとする者を非公式に呼ぶ際に使われることがしばしばである。

## 背景

### 改革の衝動
1862年に始まって北部の奴隷制度廃止運動家や他の改革者の多くが、アメリカ連合国による脱退が失敗した南部に移住した。多くの学校教師や宗教の伝道者が南部に到着し、その中のある者は北部の教会の支援を受けていた。多くの者は人種間平等のための戦いを続けようとする奴隷制度廃止運動家であった。これらの者の多くは1865年に運営を開始した新しく解放された人々や白人逃亡者をも援助する連邦政府の解放人局の雇員となった。解放人局はこれまで公的学校が無かった南部の田舎に公的学校を設立し、南部に移り住んだの他の北部人は政治に参加して、以前は存在しなかった鉄道による旅行を紹介した。
数多い白人女性が南部に移住し、その多くは、長い間家族の者が拘束され法律で読み書きを学ぶことや学校に行くことを禁止されていた、新しく解放されたアフリカ系アメリカ人の子供達を教えた。
アメリカ合衆国が南北戦争の終戦で元の姿に戻ったあとで、多くの北部人が改革の衝動を持って南部に行ったが、南部に行った全ての北部人が改革者というわけではなかった。

### 経済的な動機
多くのカーペットバッガーはプランテーションを購入するか賃借して富裕な土地所有者となり、労働力として解放された人々を雇用した実業家であった。その大半はこの将来性のある新しい未開拓地に蓄えを投資したがる元北軍兵士や、「南部で綿花を栽培すれば驚く程の利益を生む」という報道機関の報告書によって南部に惹き付けられた文民であった。投資家達は暖かく迎え入れられた。しかし、歴史家のフォーナーは「しかし、利益の追求に結びつけられたのは改革の精神、党派抗争を和解させる使者としての使命感、および南部の「経済的再生」であった。南部人、黒人と白人は経済的な独創性や自己鍛錬に欠けている者と見ることに慣れており、「北部の資本とエネルギー」のみが「地域に自由労働の仕組みの恩恵を」もたらし得ると信じた」とも述べた。
カーペットバッガーの出身は教育が行き届いた中流階級である傾向があった。弁護士、実業家、新聞編集者および他の北部社会を支える職業の者がいた。大多数（レコンストラクションの時代にアメリカ合衆国議会議員を務めた60人中の52人を含み）は北軍の退役軍人であった。
指導的な「黒人カーペットバッガー」は資本家と労働者の利益を同質であると信じ、解放された人々には「人生の競争における公正な機会」以上のものが与えられると信じた。
多くのカーペットバッガーとスキャラワグは、南部の経済と社会を底上げする近代化構想を共有し、あるものは非効率な南部プランテーション制度を鉄道、工場およびより効率的な農場経営に置き換えようというものだった。彼らは活発に公的学校を奨励し多くのカレッジや大学を創設した。特に州政府の助けもあって、南部鉄道を支配することに成功した。1870年、北部人は南部の鉄道の21％（営業距離）を支配し、鉄道会社役員の19％はカーペットバッガーであった。1890年までに北部人は営業距離で88％を支配し、役員の47％がカーペットバッガーとなった。

### 自己利益と搾取
カーペットバッガーのある者は解放人局や他のレコンストラクション推進部局の代表となった。ある者は黒人を助けるという意図で人道主義者となった。しかしある者は問題有るやり方で自分に利益をもたらすことを期待する野心家であった。マーク・トウェインの『ハックルベリー・フィンの冒険』に出てくる「王様」と「公爵」は作り話の中の例である。これら自信家の男達は地元当局の追及を逃れて新しい世界に入り、「どちらの男も大きくて分厚くてネズミのようなカーペットバッグを持っていた。」

## 州ごとの政治

### ミシシッピ州
マサチューセッツ州生まれの北軍将軍アデルバート・エイムズが軍政府長官に指名され、また共和党員として州知事にも選ばれた。黒人のミシシッピ州民に平等権を確保しようと努めたが不成功だった。スキャラワグやアフリカ系アメリカ人との闘争で共和党は割れてしまうことになった。
1868年に開かれたミシシッピ州の「ブラック・アンド・タン」（2人種の）憲法制定会議では、代議員の29人がスキャラワグ、17人が黒人で24人がカーペットバッガーであり、ほとんど全員が北軍の退役軍人だった。戦前から南部に住んでいた者は4人おり、そのうち2人は南軍で従軍していた。より著名な者では、ニューヨーク州生まれでオハイオ連隊に1兵卒として入隊したベロース・B・エグルストン将軍、第2ウィスコンシン志願兵連隊のA・T・モーガン大佐、ケンタッキー州で組織された有色人連隊の元指揮官W・S・バーリー将軍、ノックス・カレッジの卒業生で弁護士のイリノイ州将軍、第15イリノイ歩兵連隊のW・H・ギッブス少佐、ペンシルバニア州の判事W・B・カニンガム、第7ミズーリ歩兵連隊のE・J・カステロ大尉がいた。これらの者はミシシッピ州共和党の創設者に含まれており、1875年まで州の政治で傑出した存在だったが、1875年から1876年にかけてほとんど全員がミシシッピ州を離れた。
カーペットバッガーの共和党員でヤズーの保安官であったアルバート・T・モーガンは、暴動を起こした白人が郡政府を乗っ取りモーガンを追放した時に全米の注目を浴びた。モーガンは後に『ヤズー：あるいは南部の自由の哨戒線にて』を著した（1884年）。
1875年11月6日、ミシシッピ州共和党員でアフリカ系アメリカ人としては初めてアメリカ合衆国上院議員になったハイラム・レベルズはユリシーズ・グラント大統領に手紙を書いたが、これが印刷されて世の中に広まった。レベルズはエイムズやカーペットバッガーのことを黒人の票を個人的な利益のために操作し、戦時の憎悪感を生き残らせようとしていると非難した。
| 「 | レコンストラクション以来、人民大衆は過去にそうであったように節操の無い野心家達によって心を奴隷化されてきた。この野心家達は国のために世話を焼くのではなく、権力を自分達に確保し永続させるために、どんなに恥ずべきものにも進んでへりくだる。...人々が悪名高く腐敗し不誠実な候補者名を前に置かれ、これら悪巧みを描く者によって、彼らに投票しなければならない、党の救済はそれに掛かっている、候補者を傷つけた者は共和党員ではないと告げられてきた。これは節操の無い扇動政治家達が大衆との知的な絆を永続させるために工夫した多くの手段の一つに過ぎない。...先の内乱（南北戦争）によって造られた苦渋と憎しみは、私の意見ではこの州内の恐らくはいくつかの場所を除いて消し去られてきており、役職とその報酬によって権力を強化し大衆を支配するために、過去の苦渋を生き続けさせ人種間の憎しみを繰り返し教えようという節操のない男達がいなければ、ずっと前に完全に消し去られていたのであろう。その結果は大衆を退化させている。 | 」 |

### ノースカロライナ州
ノースカロライナ州の民主党員にとって「その真実は明白だったから」政治腐敗は強力な告発だった、と歴史家のポール・エスコットは指摘する。例えば、ミルトン・S・リトルフィールド将軍は「カーペットバッガーの王子」という渾名だったが、「壮大で詐欺的な鉄道敷設計画を支持するために」議会の票を買った。エスコットは、何人かの民主党員は巻き込まれたが、共和党員は「鉄道とそれに伴う汚職のための州予算2,800万ドルの問題に主要な責任がある。この額は当時としては巨大なものであり、大きな関心を呼んだ。」と結論付けた。フォーナーはリトルフィールドがその鉄道に州の予算を充てる案に議会の支持を得るため20万ドル（賄賂）を支払い、民主党員も共和党員も有罪だと言っている。ノースカロライナ州民主党員は「毎日賄賂を受け取った」議会の「堕落した悪人」を非難した。ある地元の共和党公職者は。「私は議会の私の友人数人のとった行動と財政的事項に関してそこから派生したものを心から残念に思う。実に当惑させることだ。」とこぼした。
浪費と汚職は、常に出費を抑えようとしていた州の税金と行政支出をつり上げたとエスコットは指摘している。「大変価値有る用途に使われた金もある。例えば1869年の議会は学校法を成立させ、州の公的学校の再建と拡張を始めた。しかし、さらに多くの金が誤ったあるいは賢明でない使われ方をした。」主に共和党の指導者を助けるためである。アラマンス郡の共和党理事は雄弁にその事情を非難した。「人は権力にある地位に付くと、その義務を果たす代わりに...ならず者を卒業させるためのある種の学校を造る。そうだ、もし彼らに数ドル渡せば、出来上がったならず者を授けてくれる。これが労働者階級から取り上げた税金に関わっている。急速な改革が無ければ私は職を辞めなければならないだろう。」

### サウスカロライナ州
サウスカロライナ州で指導的なカーペットバッガー政治家は、ニューイングランドの人で圧倒的に黒人が多かった連隊の士官であったダニエル・ヘンリー・チェンバレンであった。チェンバレンは1868年から1872年にかけてサウスカロライナ州の検事総長を務め、1874年から1877年は共和党推薦の知事であったが、1877年妥協の結果その職を失った。サウスカロライナ州でチェンバレンは黒人の権利の強い支持者だったが、後に州の権限、自由競争主義および進化論への転換の結果、白人至上主義者となった。1896年までに自由とは平等の高まる風潮から自分を守る権利を意味するようになった。チェンバレンは、進化論の用語で、黒人は明らかに社会的に劣等な階級に属すると言って白人の優位さを正当化した。
やはりマサチューセッツ州出身のチャールズ・スターンズはサウスカロライナ州でのカーペットバッガーとしての自身の行動を証言する著作『南部の黒人、および反乱者：すなわち黒人の性格と反乱者の最近の怒り』を書いた（1873年）。
コネチカット州ニューヘイブンから来た黒人牧師フランシス・L・カードーゾは1868年のサウスカロライナ州憲法制定会議の代議員となった。プランテーションは解体され解放された人々に分け与えられるべきと提唱する雄弁な演説を行った。

### ルイジアナ州
1868年から1874年までルイジアナ州知事を務めた共和党員、ヘンリー・C・ウォーマスは明らかに理想とは遠い立ち往生をしたカーペットバッガーの象徴である。ウォーマス知事はその死後も長く続く汚職の告発に悩まされた。黒人の投票権を支持し、それと同時に自分の個人的利益のために州債の取引に知事の職権を使用した。ウォーマスの所有する新聞社も州政府との契約があった。レコンストラクション後もルイジアナ州に留まり、1931年に89歳で死んだ。

### アラバマ州
アラバマ州のジョージ・E・スペンサーは著名なアメリカ合衆国上院議員であった。1872年の上院再選をねらった選挙期間に「仲間の政治的裏切り、連邦後援会の操作、公的資金の着服、票の買収、および連邦軍の駐屯による投票者への威喝」という申し立てに曝された。行き詰まった経済紙への主要投機家でもあった。

### ジョージア州
黒人でニューヨークの実業家チュニス・キャンベルは1863年に陸軍長官エドウィン・M・スタントンからサウスカロライナ州ポートロイヤルの元奴隷を助けるために雇われた。南北戦争が終わったとき、キャンベルはジョージア州シーアイランドに配属され、解放奴隷のための土地改良計画に携わって成功した。その後、ジョージア州共和党の副議長、州上院議員およびクー・クラックス・クランに対抗して使うことを望んだアフリカ系アメリカ人州兵隊の長になった。

### アーカンソー州
1839年にケンタッキー州で奴隷として生まれたウィリアム・ハインズ・ファーブッシュは、教育を受けたオハイオ州を離れ1862年にアーカンソー州へレナへ転居した。1865年2月にオハイオ州に戻り、コロンバスで第22有色人歩兵連隊に参加した。南北戦争後、アメリカ植民協会を通じてリベリアに移住した。18ヵ月後にオハイオ州に戻り、1870年までに再びアーカンソー州に転居した。ファーブッシュは1873年から1874年にフィリップス郡で、1879年から1880年はリー郡で通算2期アーカンソー州下院議員に選ばれた。
1873年、州の公民権法が成立した後、この法案の主要提案者である州上院議員リチャード・A・ドーソンを含む3人の他の黒人指導者達と共に、グループサービスを拒むリトルロックの酒場の主人を告訴した。この裁判は州の公民権法の下での唯一の成功したレコンストラクション訴追となった。議会ではフィリップス郡、クリッテンデン郡、モンロー郡およびセントフランシス郡の一部から新しくリー郡を創出するために動いた。
1873年に最初の任期が終わったのに続いて、共和党知事エリシャ・バクスターによって保安官に指名された。ファーブッシュは保安官に2度再選されて1873年から1878年まで務めた。この任期中「融合」政策、すなわちレコンストラクション後の民主党と共和党の間の権力分割妥協案を採用した。ファーブッシュは最初は共和党員として選ばれたが、保安官の任期の最後の頃に民主党に鞍替えした。1878年、再度アーカンソー州下院議員に選ばれた。この選出は黒人が多数を占める東アーカンソーで黒人や共和党員選挙民の威嚇という悪名高い選挙期間に、黒人の民主党員として選ばれたので注目に値するものである。ファーブッシュはアーカンソー州議会に選ばれた最初の黒人民主党議員である。
1879年3月、ファーブッシュはアーカンソーを離れてコロラド州に行き、試金者と理容師として働いた。コロラド州ボナンザでは町の警官を撃って殺した後でリンチをしようという暴徒から逃れた。殺人罪を問われた裁判では無罪となった。オハイオ州に帰った後で1888年までにアーカンソー州リトルロックに戻った。1889年ファーブッシュと仲間の黒人民主党員E・A・フルトンは民主党に黒人の有権者を惹き付けると考えられる党の週刊誌「ナショナル・デモクラット」の企画を発表した。しかし、民主党に黒人有権者を惹き付けることに失敗し、州内の多くの黒人有権者から選挙権を奪う1891年のアーカンソー州選挙法が成立した後に、ファーブッシュはアーカンソー州を離れた。その後はサウスカロライナ州やジョージア州に移り住んだ。1901年10月、最期に辿り着いたのはインディアナ州マリオンの傷痍軍人のための国立療養所だった。ファーブッシュは1902年9月3日、この療養所で死に、マリオン国立墓地に埋葬された。

### テキサス州
テキサス州ではカーペットバッガーが少なかった。共和党は1867年から1874年まで政権を支配した。州政府の役人1人と州最高裁の判事1人がカーペットバッガーだった。地方裁判所の判事のうち13%から21%がカーペットバッガーであり、「革新的」憲法を書いた州議会議員の約10%がカーペットバッガーだった。第12会期を務めた議員142名のうち、わずか12名ないし29名がカーペットバッガーだった。郡の方に行くと、理事、郡判事および保安官の約10%がカーペットバッガーだった。
ニューヨーク州出身のジョージ・T・ルビーが解放人局によってテキサス州ガルベストンに派遣されそこで定住した。ルビーはテキサス州上院議員となり、様々な経済開発計画やアフリカ系アメリカ人の造船工を有色人労働組合に組織化する動きの提唱者になった。レコンストラクションが終わると、南部の黒人をカンザス州に入植させるイグゾダスター運動の指導者になった。

## その他の著名なカーペットバッガー
元はオハイオに住みジェームズ・ガーフィールド大統領の友人だったアルビオン・W・トゥアジェーはノースカロライナ州の弁護士で判事だった。かれは一度「ジーザス・クライストはカーペットバッガーだった」と主張した。トゥアジェーは後に『ばかの任務』というノースカロライナのクー・クラックス・クランに迫害されている理想家のカーペットバッガーに関するほとんど自叙伝的な小説を書いた。

## 歴史学
アメリカ史家のダニング学派 (1900-1950)はカーペットバッガーを好ましくないと見ており、彼らは政治と実業の文化の質を下げたと言った。1930年代の改革派学派は彼らを北部の実業利益の引き立て役だと呼んだ。1960年以降ネオアボリショニスト学派は彼らの道徳的勇気を強調した。

## 現代の用法

### アメリカ合衆国
「カーペットバッガー」は政治家が以前に何のつながりも無かった場所で役職に就いた場合に普通に使われている。
1964年、ロバート・ケネディは上院議員になるためにニューヨーク州に転居し、ある演説で「私の仲間のニューヨーク人よ（My fellow New Yorkites!）」で始めることで、カーペットバッガーのイメージをユーモアで逸らした。2000年、ヒラリー・クリントンが上院議員になるためにニューヨークに転居した時、彼女が「カーペットバッガー」だと考えるニューヨーク人がいた。ケネディもクリントンも選挙は通った。南部人の中にはジョージ・W・ブッシュがコネチカット州で生まれ、アンドーバーやイェール大学で教育を受けたのでカーペットバッガーだと考える者がいるが、自分自身ではテキサス人だとしている。ブッシュはそれで2回の大統領選に当選した。2004年、共和党のアラン・キースは上院選のほんの1ヶ月前にイリノイ州に転居した時にカーペットバッガーと呼ばれ、イリノイ州出身のバラック・オバマに選挙で破れた。ジョン・マケインも1982年の彼としては最初の下院選挙でカーペットバッガーであると非難された。アメリカの政治家ジェブ・ブッシュは第43代フロリダ州知事であった。回想の中で「現代のカーペットバッガー」と呼ばれるものの良い例と考えられている。その政治的経歴を積み始める数年前にテキサス州からフロリダ州に転居した。
カーペットバッガーという言葉は1960年代以降に南部に所を移した多くの北部人を指して使われることもある。この言葉はアトランタ都市圏、ノースカロライナ州のローリーやダーラム、テキサス州ヒューストンとダラス、およびニューオーリンズのような大挙して流入した地域で通常に使われている。
この言葉は南部人が北部人に対して「ヤンキー」の使い方と似たような侮蔑的な使い方をされることもある。実際の侮蔑を現すよりも古風な言葉と認識される喜劇的効果を狙ってしばしば使われているが、時には侮蔑を狙ったものとして使われうる。

### イギリス
カーペットバッガーという言葉は1990年代遅くに住宅金融組合の株式会社化の波があったときに使われ、その転換から素早く利益を出そうと期待して協同組合に入った一般大衆の会員を指した。これら協同組合の投機家は新しい株式公開会社で大抵は定額で配られる株を受け取り、小規模でも大規模でも投資家に平等に利益をもたらし、転換を推奨する指導的候補者に投票する会員には大きな動機付けになった。この言葉はウーリッジ住宅金融組合の最高責任者によって1997年早くにこの文脈で初めて使われた。この最高責任者はこの思いがけない利益の可能性に対する権利を最後の預金者からは除外するという規則を告知し、メディアとのインタビューで「私は資格を奪われるカーペットバッガーについて不安を感じていない」と紹介した。この最高責任者はその後、組合の植木屋から承認されていない利益を受け取ったと広く報道されたあとで面目を失い職から外された。
この期間、株式会社化を支持する集団がwww.carpetbagger.comというウェブサイトを作り、イギリス住宅金融組合に株式勘定を開く最善の方法を強調した。このことで多くの住宅金融組合は組合の通常の活動領域外に住んでいる顧客から新しい預金を受け付けないという「反カーペットバッガー」方針を打ち出した。ダービーシャー住宅金融組合はある一定年間預金の最低限残高10,000ポンドを要求する「フォートレス」と呼ばれる施策で有名になった。
2000年、www.carpetbagger.comはひどいハッカー攻撃を受け、新しいウェブサイトwww.themoneybag.comを作って今日運用もされている。一方www.carpetbagger.comはwww.rpoints.comという大変成功したサイトとなり、住宅金融組合の株式会社化に特定するよりも金額に見合う価値を得ることに焦点を当てている。

### 第二次世界大戦
第二次世界大戦中、戦略情報局（OSS）はヨーロッパで反ナチス活動を行う集団に必要な道具や物資を密かに支給した。戦略諜報局はこの行動をカーペットバッガー作戦と呼び、夜間作戦に使われる改造B-24 (航空機)を「カーペットバッガー」と言った（様々な特別改造の中でも可視性を落とすために光沢のない黒に塗ったことがあげられる）。1944年1月から9月の間、カーペットバッガー作戦でイギリスのハリントン基地からヨーロッパの被占領地域の様々な地点に向けて2,263回の出撃を行った。